# Lalmonirhat flygplats
Lalmonirhat flygplats är en flygplats i Bangladesh. Den ligger i den norra delen av landet, 260 km norr om huvudstaden Dhaka. Lalmonirhat flygplats ligger 35 meter över havet.
Terrängen runt Lalmonirhat flygplats är mycket platt. Närmaste större samhälle är Lalmanirhat, 3,5 km norr om Lalmonirhat flygplats.
Trakten runt Lalmonirhat flygplats består till största delen av jordbruksmark. Runt Lalmonirhat flygplats är det mycket tätbefolkat, med 1 177 invånare per kvadratkilometer.